# مارکو پومانته
مارکو پومانته (انگلیسی: Marco Pomante؛ زادهٔ ۱۳ ژوئیهٔ ۱۹۸۳) بازیکن فوتبال اهل ایتالیا است.
از باشگاه‌هایی که در آن بازی کرده‌است می‌توان به باشگاه فوتبال دلفینو پسکارا اشاره کرد.
وی همچنین در تیم ملی فوتبال Italy U21 Serie B بازی کرده‌است.